# Guanando
Guanando, auch als Santiago de Guanando bekannt, ist eine Ortschaft und eine Parroquia rural („ländliches Kirchspiel“) im Kanton Guano der ecuadorianischen Provinz Chimborazo. Die Parroquia besitzt eine Fläche von 15,48 km². Die Einwohnerzahl lag im Jahr 2010 bei 341.

## Lage
Die Parroquia Guanando liegt im Anden-Hochtal von Ecuador. Das Verwaltungsgebiet besitzt eine Längsausdehnung von 9 km in Nord-Süd-Richtung und erstreckt sich als schmaler Streifen entlang dem westlichen Flussufer des nach Norden fließenden Río Chambo. Der 2370 m hoch gelegene Hauptort Guanando befindet sich 13 km ostnordöstlich vom Kantonshauptort Guano sowie 17,5 km nordöstlich der Provinzhauptstadt Riobamba.
Die Parroquia Guanando grenzt im Norden an die Provinz Tungurahua mit der Parroquia Cotaló (Kanton San Pedro de Pelileo), im Osten an die Parroquias Bilbao, Puela, El Altar und Penipe (alle vier im Kanton Penipe), im Süden an La Providencia sowie im Westen an die Parroquias San José de Chazo und Santa Fé de Galán.

## Geschichte
Santiago de Guanando wurde im Jahr 1572 von dem Spanier Francisco de Cárdenas gegründet. Ab 1845 ist Guanando Teil des Kantons Guano. Am 29. Mai 1861 wurde schließlich die Parroquia rural gegründet.

## Orte und Siedlungen
In der Parroquia Guanando gibt es neben dem Hauptort folgende Comunidades: Cahuají, Copalillo, Guzo Chico und Guzo Grande.